# Hunter Davies
Edward Hunter Davies (Johnstone, 7 de enero de 1936) es un escritor, periodista y locutor británico. Entre sus libros se incluye la única biografía autorizada de The Beatles.

## Primeros años de vida
Davies nació en Johnstone, Renfrewshire, de padres escoceses. Durante cuatro años su familia vivió en Dumfries hasta que Davies cumplió 11 años. Davies ha citado a su héroe de la infancia como el delantero centro de fútbol, Billy Houliston, del entonces equipo local de Davies, Queen of the South.
Su familia se mudó a Carlisle en el norte de Inglaterra cuando Davies tenía 11 años y asistió a la escuela Creighton de la ciudad. Davies vivió en Carlisle hasta que se mudó para estudiar en la universidad. Durante este tiempo, su padre, que era un exempleado de la Real Fuerza Aérea, desarrolló esclerosis múltiple y tuvo que retirarse por motivos médicos de una carrera en el servicio civil.
Davies se unió al sexto curso en Carlisle Grammar School y se le concedió un lugar en la Universidad de Durham para leer con honores en Historia, pero después de su primer año cambió a un curso de artes generales. Obtuvo su primera experiencia como escritor cuando era estudiante, colaborando en el periódico universitario Palatinate, donde uno de sus compañeros periodistas era el futuro escritor de moda Colin McDowell. Después de completar su carrera, permaneció en Durham un año más para obtener un diploma de enseñanza y evitar el Servicio Nacional.

## Carrera de escritura
Después de dejar la universidad, Davies trabajó como periodista y en 1965 escribió la novela Here We Go Around the Mulberry Bush, que se convirtió en una película del mismo nombre en 1967. Planteó la idea de una biografía de The Beatles a Paul McCartney cuando se reunió con él para discutir la posibilidad de proporcionar el tema principal de la película. A McCartney le gustó la idea del libro porque se había publicado información inexacta sobre el grupo pero le aconsejó que obtuviera la aprobación de Brian Epstein. Epstein aceptó la propuesta y la biografía autorizada resultante, The Beatles: The Authorised Biography, se publicó en 1968. John Lennon mencionó en su entrevista para Rolling Stone de 1970 que consideraba el libro «una mierda», aunque Lennon en ese momento estaba desacreditando enérgicamente el mito de los Beatles y a cualquiera que hubiera ayudado a crearlo.
En 1972, Davies escribió un libro sobre fútbol, The Glory Game, un retrato entre bastidores del Tottenham Hotspur. Davies también escribió una columna sobre su vida diaria en Punch llamada «Día del Padre», presentándose como un padre de familia acosado. En 1974, The Sunday Times lo envió a observar una escuela integral en acción. Escribió tres artículos y luego se quedó en la escuela (Creighton School en Muswell Hill, al norte de Londres, ahora parte de Fortismere School) para observar y estudiar durante un año de su vida. El resultado fue un libro, el Creighton Report, publicado en 1976.
Davies también ha escrito una biografía del caminante de estiva Alfred Wainwright y muchas obras sobre la topografía y la historia del Distrito de los Lagos.
En literatura infantil, ha escrito las series de novelas Ossie, Flossie Teacake y Snotty Bumstead.
Como escritor fantasma, ha trabajado en las autobiografías de los futbolistas Wayne Rooney, Paul Gascoigne y Dwight Yorke . La biografía de Rooney dio lugar a una exitosa demanda por difamación en 2008 por parte de David Moyes, el entrenador de su antiguo club, el Everton. También escribió la autobiografía del político John Prescott de 2008, Prezza, My Story: Pulling no Punches.
Escribe una columna de fútbol para el New Statesman. Una recopilación de estos artículos fue publicada como libro, The Fan, en 2005 por Pomona Press. Davies escribe «Confessions of a Collector» en la revista en color de fin de semana de The Guardian. Ha escrito un libro sobre sus colecciones con el mismo título.
Durante las sesiones de los Beatles para el álbum Let It Be, los Beatles grabaron una canción llamada «There You Go Eddie» sobre Hunter Davies que aparece en ediciones piratas. No fue lanzado oficialmente.
Davies fue nombrado Oficial de la Orden del Imperio Británico (OBE) en los Honores de Cumpleaños de 2014 por sus servicios a la literatura.

## Vida personal
Davies estuvo casado con la escritora Margaret Forster desde 1960, hasta su muerte en 2016. Su hija Caitlin Davies también es autora. Desde 1963, la familia vivió en el distrito de Dartmouth Park, en el norte de Londres.
Durante los meses de verano vivían en su segunda casa cerca de Loweswater en Distrito de los Lagos. Se vendió en julio de 2016. Su autobiografía The Beatles, Football and Me se publicó en 2007.

### Fan del fútbol
Davies ha declarado que el primer equipo de fútbol que apoyó fue Queen of the South, cuando vivía en Dumfries. Después de mudarse a Carlisle a los 11 años, adoptó al club Carlisle United de la liga de fútbol inglesa.
Residente desde hace mucho tiempo en Londres, el tercer equipo adoptado por Davies es el Tottenham Hotspur. En el fútbol internacional, Davies apoya a Escocia.

## Obras seleccionadas

### Novelas
- Here We Go Round the Mulberry Bush (1965)
- Rise and Fall of Jake Sullivan (1970)
- A Very Loving Couple (1971)
- Body Charge (1972)

### No ficción
- The Beatles: The Authorised Biography (1968)
- The Other Half: Ten Case Histories of the new Poor Rich (1968)
- The Glory Game (1972)
- A Walk Along the Wall (1976)
- The Creighton Report: A Year in the Life of a Comprehensive School (1976)
- The Beatles, Revised Edition (1978)
- The Joy of Stamps (1983)
- A Walk Round London's Parks (1983)
- The Beatles, 2nd Revised Edition (1986)
- The Teller of Tales: In Search of Robert Louis Stevenson (1994)
- Wainwright: The Biography (1995)
- West Cumbrian Views (1998)
- London to Loweswater: A Journey through England at the end of the Twentieth Century (1999)
- The Quarrymen (2001)
- Boots, Balls and Haircuts (2003)
- I Love Football (2006)
- The Second Half (2006)
- The Beatles, Football and Me (2007)
- The Bumper Book of Football (2007)
- Confessions of a Collector (2009)
- Postcards from the Edge of Football A Social History of a British Game (2010)
- The Beatles Lyrics (2014)
- The Biscuit Girls (2014)
- The Co-Op's Got Bananas: A Memoir of Growing Up in the Post-War North (2016)
- Bosnia and Herzegovina Travel Guide (2016)
- A Life in the Day (2017)
- Happy Old Me: How to Live A Long Life, and Really Enjoy It (2019)
- The Heath: My Year on Hampstead Heath (2021)
- Love in Old Age: My Year in the Wight House (2023)